# Санта-Мария-ин-Арачели (титулярная церковь)
Титулярная церковь Санта-Мария-ин-Арачели, также известная как Санта-Мария-ин-Капитольо (лат. Titulus Sanctae Mariae de Aracoeli) — титулярная церковь, которая была создана Папой Львом X 10 июля 1517 года, когда по случаю консистории 1 июля 1517 года число кардиналов значительно увеличилось. Десять лет спустя, апостольским бреве «Cum olim felicis recordationis» от 17 апреля 1527 года, Папа Климент VII упразднил титул. Но в 1544 году Папа Павел III вновь восстановил титул, а 4 декабря 1551 года Папа Юлий III восстановил его окончательно. Церковью, с которой связан этот титул, управляет орден меньших братья. Титул принадлежит базилике Санта-Мария-ин-Арачели, расположенной в районе Рима Кампителли, на Пьяцца-дель-Кампидольо. 

## Список кардиналов-священников титулярной церкви Санта-Мария-ин-Арачели
- Кристофоро Нумаи, O.F.M.Obs. — (10 июля 1517 — 23 марта 1528, до смерти);
  - титул упразднён (1527—1544);
- Франсиско де Мендоса де Бобадилья — (4 декабря 1545 — 28 февраля 1550, назначен кардиналом-священником Сан-Джованни-а-Порта-Латина);
- Джованни Микеле Сарачени — (4 декабря 1551 — 24 марта 1557, назначен кардиналом-священником Сант-Анастазия);
- Клементе д’Олера, O.F.M.Obs. — (24 марта 1557 — 6 января 1568, до смерти);
- Алессандро Кривелли — (20 ноября 1570 — 22 декабря 1574, до смерти);
- Алессандро Риарио — (3 марта 1578 — 18 июля 1585, до смерти);
- Джованни Баттиста Каструччи — (15 января 1586 — 14 февраля 1592, назначен кардиналом-священником Санти-Джованни-э-Паоло);
- Франческо Мария Борбоне дель Монте Санта Мария — (14 февраля 1592 — 24 января 1611, назначен кардиналом-священником Санта-Мария-ин-Трастевере);
- Агостино Галамини, O.P. — (14 ноября 1612 — 6 сентября 1639, до смерти);
- Асканио Филомарино — (10 февраля 1642 — 3 ноября 1666, до смерти);
- Карло Роберти — (18 июля 1667 — 14 февраля 1673, до смерти);
- Джакомо Францони — (27 февраля 1673 — 30 апреля 1685, назначен кардиналом-священником Санта-Мария-делла-Паче);
- Джакомо де Анджелис — (30 сентября 1686 — 15 сентября 1695, до смерти);
- Джованни Франческо Негрони — (2 января 1696 — 1 января 1713, до смерти);
- Джованни Баттиста Бусси — (30 ноября 1713 — 23 декабря 1726, до смерти);
- Лоренцо Коцца, O.F.M.Obs. — (20 января 1727 — 19 января 1729, до смерти);
- Аламанно Сальвиати — (24 июля 1730 — 24 февраля 1733, до смерти);
- Марчелло Пассери — (2 октября 1733 — 25 сентября 1741, до смерти);
- Карло Леопольдо Кальканьини — (23 сентября 1743 — 27 августа 1746, до смерти);
- Карло Реццонико старший — (15 мая 1747 — 17 февраля 1755, назначен кардиналом-священником Сан-Марко);
- Луиджи Маттеи — (5 апреля 1756 — 30 января 1758, до смерти);
- Иоганн Теодор Баварский — (12 февраля 1759 — 13 июля 1761, назначен кардиналом-священником Сан-Лоренцо-ин-Лучина);
- Бальдассаре Ченчи — (25 января 1762 — 2 марта 1763, до смерти);
- Никколо Одди — (1 декабря 1766 — 25 мая 1767, до смерти);
- Виталиано Борромео — (19 декабря 1768 — 15 декабря 1783, назначен кардиналом-священником Санта-Прасседе);
- Инноченцо Конти — (15 декабря 1783 — 15 ноября 1785, до смерти);
- Алессандро Маттеи — (3 апреля 1786 — 2 апреля 1800, назначен кардиналом-епископом Палестрины);
- Франческо Мария Локателли — (28 марта 1803 — 13 февраля 1811, до смерти);
  - вакантно (1811—1816);
- Джованни Баттиста Кварантотти — (23 сентября 1816 — 15 сентября 1820, до смерти);
- Фабрицио Турриоцци — (16 мая 1823 — 9 ноября 1826, до смерти);
- Джакомо Филиппо Франсони — (23 июня 1828 — 20 апреля 1856, назначен кардиналом-священником Сан-Лоренцо-ин-Лучина);
- Франческо Гауде, O.P. — (20 декабря 1855 — 21 декабря 1857, назначен кардиналом-священником Санта-Мария-сопра-Минерва);
- Джузеппе Милези Пирони Ферретти — (18 марта 1858 — 21 марта 1870, назначен кардиналом-епископом Сабины);
  - вакантно (1870—1874);
- Максимилиан Йозеф фон Тарночи — (4 мая 1874 — 4 апреля 1876, до смерти);
- Мечислав Ледуховский — (7 апреля 1876 — 30 ноября 1896, назначен кардиналом-священником Сан-Лоренцо-ин-Лучина);
- Франческо Сатолли — (3 декабря 1896 — 22 июня 1903, назначен кардиналом-епископом Фраскати);
- Беньямино Кавиккьони — (25 июня 1903 — 17 апреля 1911, до смерти);
- Диомеде Фальконио, O.F.M. — (30 ноября 1911 — 25 мая 1914, назначен кардиналом-епископом Веллетри);
- Базилио Помпили — (28 мая 1914 — 22 марта 1917, назначен кардиналом-епископом Веллетри);
- Филиппо Камассей — (18 декабря 1919 — 18 января 1921, до смерти);
- Хуан Батиста Бенльок-и-Виво — (16 июня 1921 — 14 февраля 1926, до смерти);
- Йозеф ван Руй — (23 июня 1927 — 6 августа 1961, до смерти);
- Хуан Ландасури Рикеттс, O.F.M. — (22 марта 1962 — 16 января 1997, до смерти);
- Сальваторе Де Джорджи — (21 февраля 1998 — по настоящее время).